# Sergueï Veïssov
Sergueï Konstantinovitch Veïssov (en russe : Сергий Константинович Вейсов), né le 1er octobre 1870 (13 octobre dans le calendrier grégorien) à Seriakoutchi (à présent village nommé Zarertchinoïe dans le raïon d'Ardatov), dans le gouvernement de Nijni Novgorod en Russie et mort en 1944 à Nijni Novgorod en URSS, est un prêtre orthodoxe russe. 
Il est connu pour avoir réussi  à empêcher les autorités sovietiques de démolir l'Église de Notre-Dame de Nijni Novgorod,,,

## Biographie

### Naissance et jeunesse
Sergueï Konstanovitch Veïsov est né le 1er octobre 1870 dans le village de Seriakoutchi où son père Konstantin Alekseïevich Veïssov était prêtre. Après avoir obtenu son diplôme à l’école de l'ouïezd d'Ardatov, Sergueï Veïssov a passé l’examen d’enseignant et a été nommé instituteur dans le village de Troïtskoïe, (dans l'actuel raïon de Kniaguinino),.
En 1894, il a épousé Olga, fille du prêtre Ivan Mikhaïlovitch Tsvetaïev. Après son mariage il décida d’entrer dans le clergé et fut nommé diacre au village de Tolba (dans l'actuel raïon de Sergatch).

### Activités dans l'Église
En 1895, il fut ordonné prêtre par Vladimir (Nikolski) évêque de Nijni Novgorod et Arzamas. Du à son expérience pédagogique il fut nomme instituteur de l'école école du village de Solomat (dans l'actuel raïon de Balakhna). En 1904, Sergueï Veissov fut nommé curé de l'église du village de Maloïe Martovo (dans l'actuel raïon de Pavlovo). Il a ensuite été muté comme curé de l'église du village de Stchedrovka (dans l'actuel raïon de Vad). En plus de ses fonctions ecclésiastiques, il s'occupa aussi de l'enseignement primaire dans les villages dont il avait la charge pastorale. Il reçut également une médaille de bronze pour sa participation au recensement de l'Empire russe de 1897,.
En 1913, l'évêque Joachim (Levitski) lui proposa une paroisse dans la ville de Nijni Novgorod. Sergueï Veissov refusa, invoquant son attachement a ses paroissiens et sa préférence pour la tranquillité des zones rurales. Irrité par ce refus, l'évêque le nomma prêtre au monastère de la Trinité-Saint-Macaire
Mais en 1915, lorsque son beau-frère Protoiereus Nikolaï Ivanovich Tsetaïev partit au front en tant que prêtre militaire, Sergueï Veissov accepta d'être transféré à la ville de Nijni Novgorod et fut nommé curé de l’église de Notre-Dame de Nijni Novgorod, poste qu'il occupa jusqu'en 1934. En reconnaissance de ses activités, durant cette période, il reçut le titre de Protoiereus et le droit de porter un Nabedrennik, un Kamilavkion et un Koukoulion.

### Activités pendant la période soviétique
Pendant les années 1920-1930, dans ses sermons, Sergueï Veïssov essaya de mettre en garde les paroissiens contre les dangers selon lui de l’athéisme. En même temps il rassurait ceux dont les parents et amis étaient arrêtés. Le NKVD le considérait comme un prêtre gênant à cause de ses déclarations franches sur la politique répressive contre les croyants et le clergé.
En 1934, les autorités soviétiques décidèrent de démolir l’église de Notre-Dame de Nijni Novgorod À la demande et avec le soutien de l'évêque Evgueni (Ziornov), Sergueï Veissov s'est efforcé de sauver l'édifice. Présentant des documents historiques et des photographies, il contacta des organisations du PCUS et des institutions de l’État soviétique et prononça plusieurs conférences sur la signification culturelle du baroque stroganov. À la suite de ces démarches, les autorités soviétiques renoncèrent à démolir l'église,,,.
Un musée de la religion et de l'athéisme est installé dans l’église. Sergueï Veïssov est nommé directeur par intérim du musée, et un moine en est devenu le gardien. En plus de guider les visiteurs, il dirigeait aussi secrètement des services religieux,,.
Peu de temps après, les autorités soviétiques décidèrent d'évacuer la maison paroissiale et de déménager Sergueï Veïssov et toute sa famille vers le bâtiment de l'église,.

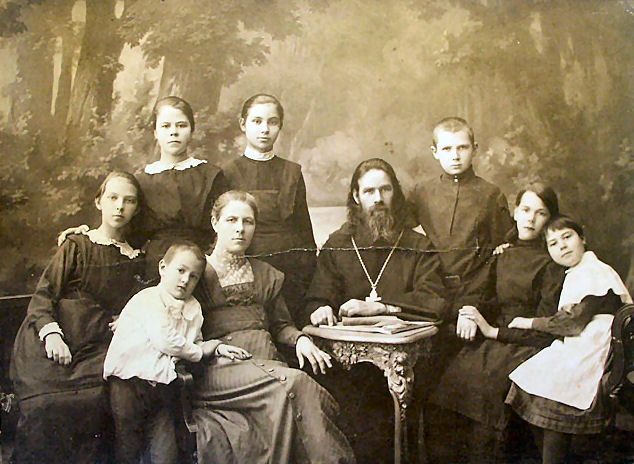
Sergueï Veïssov et sa famille

### Dernières années
Au début de 1941, Sergueï Veïssov fut mutée à l'Église de la Trinité-Vivifiante de Vysskovo, qui n'avait pas été fermée par les autorités soviétiques. Ce fut son dernier emploi comme prêtre.
Sergueï Veïssov mourut de la tuberculose à Nijni Novgorod en 1944 . Il a été enterré au cimetière de la Sainte Trinité à Nijni Novgorod à côté de l'église où il avait servi au cours de ses dernières années,.

### Famille
Sergueï Veïssov a épouse Olga Ivanovna Tsvetaeïva. Ils eurent quatre filles : Séraphine, Marie, Vera et Nadejda et un fils, Alexandre qui fut déporté pendant les années 1930 durant les grandes purges,.